# Salome Dell
Salome Dell (née le 21 mars 1983) est une athlète papouasienne spécialiste des 400, 800 et 1 500 mètres.

## Carrière

### Palmarès
| Date | Compétition            | Lieu                   | Résultat | Épreuve               | Performance   |
| ---- | ---------------------- | ---------------------- | -------- | --------------------- | ------------- |
| 2004 | Championnats d'Océanie | Townsville             | 2e       | 800 mètres            | 2 min 20 s 92 |
| 2004 | Championnats d'Océanie | Townsville             | 2e       | 1 500 mètres          | 4 min 54 s 48 |
| 2006 | Championnats d'Océanie | Apia                   | 3e       | 800 mètres            | 2 min 21 s 68 |
| 2006 | Jeux du Commonwealth   | Melbourne              | 5e       | Relais 4 × 400 mètres | 3 min 47 s 88 |
| 2008 | Championnats d'Océanie | Saipan                 | 1re      | 400 mètres            | 55 s 45       |
| 2008 | Championnats d'Océanie | Saipan                 | 1re      | 800 mètres            | 2 min 10 s 92 |
| 2008 | Championnats d'Océanie | Saipan                 | 1re      | 1 500 mètres          | 4 min 40 s 39 |
| 2008 | Championnats d'Océanie | Saipan                 | 1re      | 3 km cross-country    | 11 min 08 s   |
| 2010 | Championnats d'Océanie | Cairns                 | 3e       | 400 mètres            | 54 s 49       |
| 2010 | Championnats d'Océanie | Cairns                 | 1re      | 800 mètres            | 2 min 07 s 55 |
| 2010 | Championnats d'Océanie | Cairns                 | 1re      | 1 500 mètres          | 4 min 38 s 58 |
| 2011 | Jeux du Pacifique      | Nouméa et Le Mont-Dore | 3e       | 400 mètres            | 55 s 91       |
| 2011 | Jeux du Pacifique      | Nouméa et Le Mont-Dore | 1re      | 800 mètres            | 2 min 13 s 21 |
| 2011 | Jeux du Pacifique      | Nouméa et Le Mont-Dore | 1re      | 1 500 mètres          | 4 min 52 s 76 |
| 2011 | Jeux du Pacifique      | Nouméa et Le Mont-Dore | 1re      | Relais 4 × 400 mètres | 3 min 45 s 32 |

### Records
| Épreuve      | Performance        | Lieu      | Date            |
| ------------ | ------------------ | --------- | --------------- |
| 400 mètres   | 54 s 21 (NR)       | Irvine    | 2 mai 2009      |
| 800 mètres   | 2 min 03 s 53 (NR) | New Delhi | 10 octobre 2010 |
| 1 500 mètres | 4 min 33 s 23 (NR) | New Delhi | 7 octobre 2010  |